# Notoglanidium boutchangai
Notoglanidium boutchangai es una especie de pez de la familia Claroteidae en el orden de los Siluriformes.

## Morfología
• Los machos pueden llegar alcanzar los 22,5 cm de longitud total.
- Número de  vértebras: 37.[1][2]

## Hábitat
Es un pez de agua dulce y de clima tropical.

## Distribución geográfica
Se encuentran en África:  cuencas de los ríos  Ogooué (Gabón) y  Kouilou.